# Габріель Гудмундссон
Габріель Йоган Гудмундссон (швед. Gabriel Johan Gudmundsson, нар. 29 квітня 1999, Мальме, Швеція) — шведський футболіст, фланговий захисник англійського клубу «Лідс Юнайтед» та національної збірної Швеції.

## Ігрова кар'єра

### Клубна
Габріель Гудмундссон є вихованцем шведського клубу «Гальмстад». У травні 2016 року він дебютував у першій команді у турнірі Супереттан. За результатами сезону клуб вийшов до Аллсвенскан і у квітні 2017 року Гудмундссон зіграв перший матч у вищому дивізіоні. Але в тому ж сезоні разом з «Гальмстадом» повернувся до Супереттан.
Влітку 2019 року футболіст перейшов до нідерландського «Гронінгена», де провів наступні два сезони.
31 серпня 2021 року Гудмундссон підписав п'ятирічний контракт з французьким «Ліллем». Сума контракту становила 6 млн євро.
8 липня 2025 року перейшов у «Лідс Юнайтед», підписавши з англійським клубом угоду на чотири роки.

### Збірна
Габріель Гудмундссон виступав за юнацькі збірні Швеції. 9 червня 2022 року у матчі Ліги націй проти команди Сербії Гудмундссон дебютував у національній збірній Швеції.

## Статистика виступів

### Статистика виступів за збірну
Станом на 6 червня 2025 року
| Дата       | Місто      | Господарі  | Результат | Гості             | Турнір                               | Голи | Примітки |
| ---------- | ---------- | ---------- | --------- | ----------------- | ------------------------------------ | ---- | -------- |
| 9-6-2022   | Стокгольм  | Швеція     | 0 – 1     | Сербія            | Ліга націй УЄФА 2022-2023 - 1-й етап | -    | 77'      |
| 12-6-2022  | Осло       | Норвегія   | 3 – 2     | Швеція            | Ліга націй УЄФА 2022-2023 - 1-й етап | -    | 79'      |
| 24-3-2023  | Стокгольм  | Швеція     | 0 – 3     | Бельгія           | Відбір до ЧЄ 2024                    | -    | 85'      |
| 27-3-2023  | Стокгольм  | Швеція     | 5 – 0     | Азербайджан       | Відбір до ЧЄ 2024                    | -    |          |
| 16-6-2023  | Стокгольм  | Швеція     | 4 – 1     | Нова Зеландія     | товариський матч                     | -    | 46'      |
| 12-10-2023 | Стокгольм  | Швеція     | 3 – 1     | Молдова           | товариський матч                     | -    |          |
| 25-3-2024  | Стокгольм  | Швеція     | 1 – 0     | Албанія           | товариський матч                     | -    | 63'      |
| 8-9-2024   | Стокгольм  | Швеція     | 3 – 0     | Естонія           | Ліга націй УЄФА 2024-2025 - 1-й етап | -    |          |
| 11-10-2024 | Братислава | Словаччина | 2 – 2     | Швеція            | Ліга націй УЄФА 2024-2025 - 1-й етап | -    |          |
| 14-10-2024 | Таллінн    | Естонія    | 0 – 3     | Швеція            | Ліга націй УЄФА 2024-2025 - 1-й етап | -    |          |
| 16-11-2024 | Стокгольм  | Швеція     | 2 – 1     | Словаччина        | Ліга націй УЄФА 2024-2025 - 1-й етап | -    | 28'      |
| 19-11-2024 | Стокгольм  | Швеція     | 6 – 0     | Азербайджан       | Ліга націй УЄФА 2024-2025 - 1-й етап | -    | 60' 89'  |
| 22-3-2025  | Люксембург | Люксембург | 1 – 0     | Швеція            | товариський матч                     | -    |          |
| 25-3-2025  | Стокгольм  | Швеція     | 5 – 1     | Північна Ірландія | товариський матч                     | -    |          |
| 6-6-2025   | Будапешт   | Угорщина   | 0 – 2     | Швеція            | товариський матч                     | -    |          |
| Усього     |            | Матчів     | 15        |                   | Голів                                | 0    |          |

## Особисте життя
Батько Габріеля Ніклас Гудмундссон — колишній футболіст, що грав за «Гальмстад», «Мальме» та збірну Швеції.